# Удинцев, Борис Дмитриевич
Бори́с Дми́триевич Уди́нцев (1891—1973) ― советский литературовед, племянник писателя Д. Н. Мамина-Сибиряка и исследователь его жизни и творчества.

## Биография
Родился 17 июня 1891 в Екатеринбурге в семье земского деятеля, краеведа Д. А. Удинцева.
Учился в Пермской духовной семинарии. В 1910 году окончил екатеринбургскую мужскую гимназию с серебряной медалью. В том же году поступил на экономическое отделение юридического факультета Санкт-Петербургского университета.
По окончании университета преподавал в Саратовском и Томском университетах.
В 1922 году поступил в комиссию внутренней торговли при Совете Труда и Обороны в Москве. Там занимался вопросами экономики издательского дела и книготорговли, а также библиографией. Также работал в издательствах и редакциях. В 1931 году арестован и осужден по 58-й статье и выслан в Тюмень, откуда вернулся в марте 1934 году. С 1935 по 1944 год трудился в Книжной палате. В годы войны жил был эвакуирован в Оренбург с фондами Книжной палаты.
В 1944 году защитил кандидатскую диссертацию на тему «Научная биография Мамина-Сибиряка».
После смерти Мамина-Сибиряка занимался собиранием рукописей и личных документов писателя. По его инициативе был создан литературный музей имени Мамина-Сибиряка в Свердловске.
С 1945 года был директором научной библиотеки Государственного литературного музея. С 1953 по 1957 год заведовал сектором литературы в Фундаментальной библиотеке Общественных наук Академии наук СССР.
Умер в 1973 году в Москве.

## Вклад в науку
Составил и отредактировал описания каталога фондов Государственного литературного музея, посвященного писателю Мамину-Сибиряку. Этот каталог дает представление о рукописях и переписке писателя, хранящихся не только в Гослитмузее, но и в библиотеке имени Салтыкова-Щедрина в Ленинграде, в Государственном архиве Свердловской области. Заложил основы маминоведения.